# Rajidae

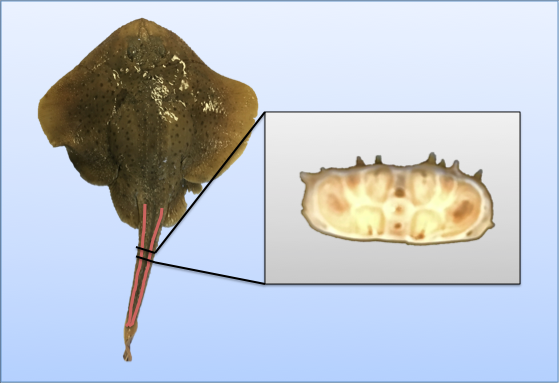
Disposizione delle fibre degli organi elettrici

Rajidae de Blainville, 1816 è una famiglia di pesci cartilaginei appartenente all'ordine Rajiformes.
Si differenziano dalle altre razze grazie al corpo chiaramente distinto in due regioni, alla coda relativamente corta, e al rostro di dimensioni generalmente non ridotte. Sono la famiglia più numerosa all'interno del loro ordine, comprendendo più di 150 specie. Sono ovipare.

## Descrizione
Queste razze presentano un corpo compresso dorso-ventralmente che assume la forma di un "disco" (spesso di forma romboidale o quadrangolare) seguito dalla coda: nell'adattamento alla vita bentica la pinna caudale ha infatti perso ogni funzione locomotoria ed è stata sostituita dalle pinne pettorali, molto ampie. La coda è sempre più corta del doppio della larghezza del disco, e su di essa si trovano le due pinne dorsali, molto ridotte e talvolta mancanti. La pinna anale è sempre assente. Le pinne ventrali sono solitamente bilobe, simmetriche e separate da un setto; da esse nei maschi si sviluppano gli pterigopodi.
Le dimensioni di queste razze possono variare dai 20-30 cm di specie come Rajella nigerrima agli oltre 200 di alcune specie dei generi Dipturus e Beringraja.
La colorazione è molto variabile, talvolta anche all'interno della stessa specie, ma di solito si mantiene sui toni di marrone e grigio. Sul dorso possono essere presenti spine di diverse dimensioni e sono comuni disegni come reticoli, ocelli e macchie. Le scaglie sono placoidi. Il ventre è generalmente più chiaro del dorso, con l'eccezione delle specie tipiche di acque profonde, in cui la colorazione è più uniforme.
Le aperture branchiali sono cinque paia, in posizione ventrale e irrorate tramite spiracoli posti dietro gli occhi; questa caratteristica permette al pesce di continuare a respirare anche quando parzialmente sepolto nel fondale. Anche la bocca si trova in posizione ventrale. I denti, disposti su più file, sono in genere più appuntiti nei maschi a causa della necessità di trattenere la femmina durante l'accoppiamento.
Nella struttura scheletrica delle razze possono essere individuate tre regioni: quella cefalica, che include il rostro cartilagineo e il cranio, quella toracica, e quella caudale; queste ultime sono separate dal cinto pelvico. Come negli altri Elasmobranchi, le vertebre sono anficeliche (a doppio cono) e il loro pattern di calcificazione può essere importante dal punto di vista sistematico. Nel corpo della vertebra sono inoltre visibili gli anelli di accrescimento, a bande ialine (dovute a periodi poco favorevoli alla crescita e che nelle specie tipiche di acque temperate corrispondono alla stagione invernale) e opache, che permettono di stabilire l'età del pesce.
L'apparato digerente è caratterizzato da un intestino particolarmente corto per un vertebrato. Per aumentare la superficie di assorbimento è presente la valvola spirale, nelle razze formata da pliche imbutiformi.
Queste razze presentano inoltre un paio di deboli organi elettrici, le cui fibre sono poste nella muscolatura laterale della notocorda e percorrono la coda. Sebbene l'anatomia di tali organi sia ora comunemente studiata e ben compresa, non ci sono prove sufficienti per suggerire quale sia la funzione degli stessi: alcune ricerche suggeriscono che questi organi siano utilizzati nella comunicazione intraspecifica, in quanto gli impulsi elettrici sono troppo deboli per essere utili nella caccia o nella difesa, e troppo irregolari per rappresentare una forma di elettroricezione.

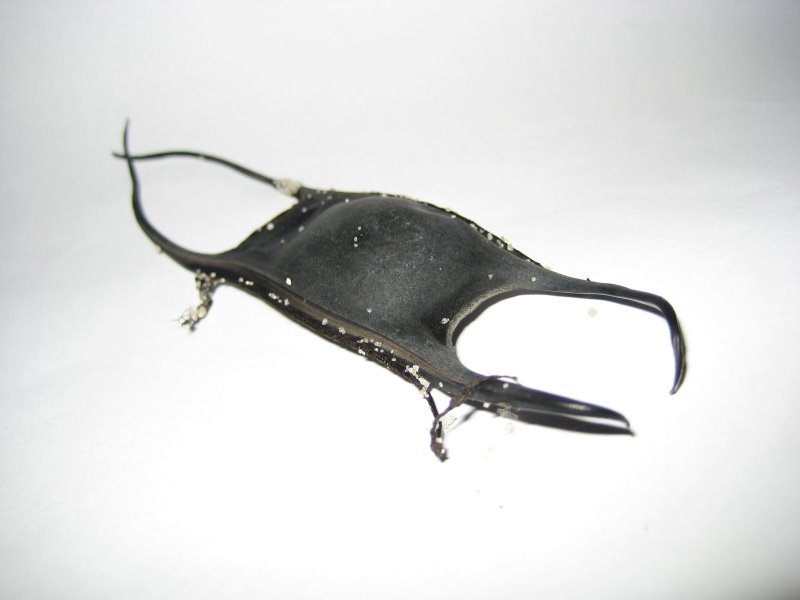
Capsula ovarica

L'apparato riproduttore maschile è composto all'interno da testicoli, vasi deferenti e la ghiandola di Leydig, all'esterno da pterigopodi il cui scheletro cartilagineo si irrigidisce con la crescita.
Nelle femmine l'apparato riproduttore è formato da due ovari e ovidotti. I primi sono piccoli e bianchi negli esemplari immaturi e assumono un colore giallastro a maturità, dovuto alle uova ricche di tuorlo. Gli ovidotti presentano ghiandole per la secrezione delle capsule ovariche ("borsellino della sirena").
Le capsule ovariche hanno caratteristiche ben distinte per ogni specie e sono molto importanti nell'identificazione delle stesse. Per quanto riguarda le caratteristiche generali, le capsule hanno una forma quadrangolare e sono composte da una camera embrionale circondata da quattro frange e quattro corna cave situate agli angoli, le quali facilitano la respirazione dell'embrione.

## Biologia

### Alimentazione
Le razze sono pesci adattati alla vita sul fondale, e la loro dieta è composta principalmente da invertebrati bentonici come crostacei e molluschi; le specie di dimensioni maggiori si nutrono anche di pesci ossei. L'alimentazione può variare con la stagione e l'età, mentre non sembrano esserci particolari differenze in base al sesso. Dato l'ampio spettro trofico, queste razze sono una componente importante delle reti trofiche delle comunità marine demersali.
Talvolta si nutrono anche di animali catturati nella colonna d'acqua.

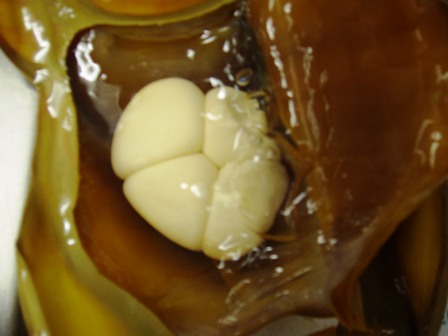
Embrioni di Beringraja binoculata all'interno della capsula

### Riproduzione
A differenza di molte altre razze, le specie appartenenti alla famiglia Rajidae sono esclusivamente ovipare. L'oviparità di questa famiglia non è da considerarsi come una caratteristica ancestrale ma una acquisita, e la capacità di produrre capsule si è probabilmente evoluta per ridurre la predazione.
Queste razze si accoppiano ogni anno nelle stesse aree di deposizione (“nursery”), e nelle specie tipiche di aree temperate il periodo riproduttivo corrisponde all'estate. A seguito di rituali di corteggiamento piuttosto complessi, i maschi utilizzano lo pterigopodio per dirigere il flusso dello sperma nella cloaca della femmina, la quale lo conserva nella ghiandola dell'ovidotto. Dopo la fecondazione si ha la secrezione delle capsule ovariche, che sono deposte in gruppi sul fondale, coperte da una sostanza vischiosa e talvolta sepolte.

## Distribuzione e habitat
Queste razze sono diffuse in tutti gli oceani, dalla zona intertidale a 3.000 metri di profondità. Si trovano più comunemente sulla piattaforma continentale e si ha maggior diversità a latitudini elevate e in acque profonde; le acque fredde sono infatti un ambiente che favorisce le specie di questa famiglia. Sono rare in aree tropicali, in particolare nei pressi delle barriere coralline, e sono assenti dal mar Rosso. Sono assenti anche dalle acque dolci, ma ne esiste una specie tipica di acque salmastre, Zearaja maugeana, che abita gli estuari della Tasmania.

## Tassonomia
Appartengono alla classe Chondrichthyes. I primi fossili di scaglie placoidi riconducibili ai condritti risalgono almeno all'Ordoviciano, con i più antichi fossili di pesci cartilaginei risalenti al Devoniano medio. L'origine della famiglia Rajidae è datata al Cretacico superiore.
Alcuni sottogruppi precedentemente classificati come sottofamiglie di Rajidae (Arhynchobatinae e Gurgesiellinae), sono ora considerati famiglie distinte.
La famiglia Rajidae comprende 17 generi viventi:
- Amblyraja Malm, 1877
- Beringraja Ishihara, Treloar, Bor, Senou & Jeong, 2012
- Breviraja Bigelow & Schroeder, 1948
- Dactylobatus Bean & Weed, 1909
- Dentiraja Whitley, 1940
- Dipturus Rafinesque, 1810
- Hongeo Jeong & Nakabo, 2009
- Leucoraja Malm, 1877
- Malacoraja Stehmann, 1970
- Neoraja McEachran & Compagno, 1982
- Okamejei Ishiyama, 1958
- Orbiraja Last, Weigmann & Dumale, 2016
- Raja Linnaeus, 1758
- Rajella Stehmann, 1970
- Rostroraja Hulley, 1972
- Spiniraja Whitley, 1939
- Zearaja Whitley, 1939

## Conservazione
Come tipico per i pesci cartilaginei, le razze hanno un tasso di crescita lento e raggiungono la maturità sessuale in tarda età, portando a un basso tasso riproduttivo. Di conseguenza, sono vulnerabili alla sovrapesca e le popolazioni sono in calo in molte parti del mondo a causa delle numerose catture: anche se queste sono in gran parte accidentali, difficilmente l'animale viene liberato vivo.  Una delle specie particolarmente influenzate da questo fenomeno è Dipturus bates, classificato dalla lista rossa IUCN come "in pericolo critico". Altre specie, tra cui Zearaja maugeana, sono considerate in pericolo a causa del loro ristretto areale.